# Зунди, Патрик
Патрик Зунди (фр. Patrick Zoundi; род. 19 июля 1982, Кудугу, Булькиемде, Республика Верхняя Вольта) — буркинийский футболист, полузащитник. Выступал за сборную Буркина-Фасо.

## Карьера

### Клубная
Родился в городе Кудугу провинции Булькиемде. Начинал заниматься футболом в молодёжной академии клуба Planète Champion. В 1998 году дебютировал в чемпионате Буркина-Фасо во взрослой команде своей футбольной альма-матер. Всего за клуб провел 39 матчей и забил 20 голов.
В 2000 году перешёл в клуб лиги Жюпиле «Локерен». Дебютировал в составе команды 20 декабря 2000 года в матче против клуба «Ла-Лувьер» Сезон 2001/02 провел как основной полузащитник клуба приняв участие в 31 матче и забив 5 голов.. В следующих сезонах потерял место в основном составе. Всего выступал 5 сезонов за «Локерен», провел 76 матчей и забил 7 голов.
В 2005 году подписывает контракт с клубом Бета Этники «Этникос Астерас». В сезоне 2005/06 провел за клуб 28 матчей и забил 4 гола, вместе с командой заняв в Бета Этники 9 место. Перед сезоном 2006/07 переходит в другой клуб Бета Этники «Астерас», с которым в этом же сезоне добивается повышения в Суперлигу, где в первый же сезон клуб занял 7 место. Всего за клуб провел 41 матч и забил 7 мячей.
В июле 2008 года подписывает контракт с другим клубом Суперлиги «Пансерраикос» Дебютировал в составе клуба 31 августа 2008 года в матче против «Ираклис», в котором забил 2 гола.. За клуб провел всего 18 матчей и забил 2 гола.
В 2009 году подписал двухлетний контракт с клубом второй Бундеслиги «Фортуна (Дюссельдорф)» Дебютировал за клуб 15 августа 2009 года в матче с клубом «Унион (Берлин)». Первый гол забил в матче против клуба «Мюнхен 1860» 29 ноября 2009 года.. Всего за клуб провел 42 матча и забил 2 гола.
В 2011 году становится игроком берлинского клуба «Унион». Дебютировал в составе клуба 15 июля 2011 года против клуба «Франкфурт» Первый гол забил в матче против «Айнтрахт».. Всего за клуб провел 48 матчей и забил 5 голов.
В начале сезона 2013/14 переходит в клуб Третьей лиги «Дуйсбург». Дебютировал в составе клуба 20 июля 2013 года против клуба «Хайденхайм» Первый гол забил в матче против «Унтерхахинг» 30 ноября 2013 года.. Всего за клуб провел 33 матчей и забил 5 голов.
С сезона 2014/15 выступает за клуб Региональной лиги «Юго-Запад» «Саарбрюккен» Дебютировал в составе клуба 5 августа 2014 года против клуба «Фрайбург II». Первый гол забил в матче против «Астория Вальдорф» 9 августа 2014 года.. После окончания контракта завершил карьеру.

### Международная
Выступал за юношескую сборную Буркина-Фасо на юношеском чемпионате мира 1999 года в Новой Зеландии, где провел все 3 матча на турнире.
За основную сборную выступал с 1998 года по 2010. Участвовал в Кубке африканских наций 2004 и 2010.

## Достижения
- Победитель Бета Этники: 2006/07